# De Handlandes Lijk Compagnie
De Handlandes Lijk Compagnie i Christianstad var ett likbärarlag med säte i Kristianstad. Att inom sitt skrå eller yrkeskår emellan knyta sig samman för att på det sättet lätta bördan av en begravning för hushållet var en gång i tiden ganska vanligt. De likbärarlag som i dag fortfarande existerar är dock få och återfinns i landets södra delar och i Danmark, likt Likbärarelaget Enigheten i Malmö.

## Historia
Den 3 oktober 1690 träffades smeder, skräddare, skomakare och tunnbindare i Kristianstad och kom skriftligt överens om att övervara avlidna skråmedlemmars begravning. Genom att ställa upp för varandra kunde kostnaderna minskas. Under värdiga former kunde man ”befordra den döde till graven”. Laget finns inte längre; däremot finns Stiftelsen De Handlandes Lijk-Compagnie i Christianstad kvar. Det grundades 1698 och är därmed sannolikt landets äldsta likbärarlag. I urkunderna talas det om ett ”Christerligt Compagnie och wählmenat Kiärleksförbund”, där närvaroplikt rådde vid såväl begravningar som vid sammankomster.